# Cesaro
Claudio Castagnoli, també conegut com a Cesaro, (nascut el 27 de desembre de 1980 Lucerna) és un lluitador suís. Actualment treballa a World Wrestling Entertainment, a la marca Raw.
Castagnoli es va donar a conèixer primer al circuit independent, primer a Europa i després els Estats Units en federacions com ROH, Combat Zone Wrestling, Pro Wrestling Guerrilla i CHIKARA. S'ha associat amb Chris Hero, amb qui va entrenar The Kings of Wrestling. Guanyen molts títols d'equip en diverses federacions del circuit independent. Al novembre de 2006, va signar un contracte amb la World Wrestling Entertainment (WWE), però és acomiadat fins i tot abans de treballar amb ells.
El 2011, és contractat per WWE i pren el pseudònim d'Antonio Cesaro. Va ser enviat a la Florida Championship Wrestling, l'equip de la granja de la WWE, abans de fer el seu debut a SmackDown el 2012. Va guanyar el seu primer títol en uns pocs mesos, el Campionat dels Estats Units de la WWE en derrotar a Santino Marella a SummerSlam. Ell ha d'establir un dels regnats més llargs del títol, amb 239 dies abans de perdre el títol a Kofi Kingston durent el Raw el 15 d'abril de 2013. A la barricada: Final de la Línia 18 de desembre de 2016, va guanyar el WWE Raw Team Team Championship es va unir a Sheamus vencent el nou dia. El 29 de gener de 2017, al Royal Rumble 2017, van perdre el títol contra Gallows & Anderson.

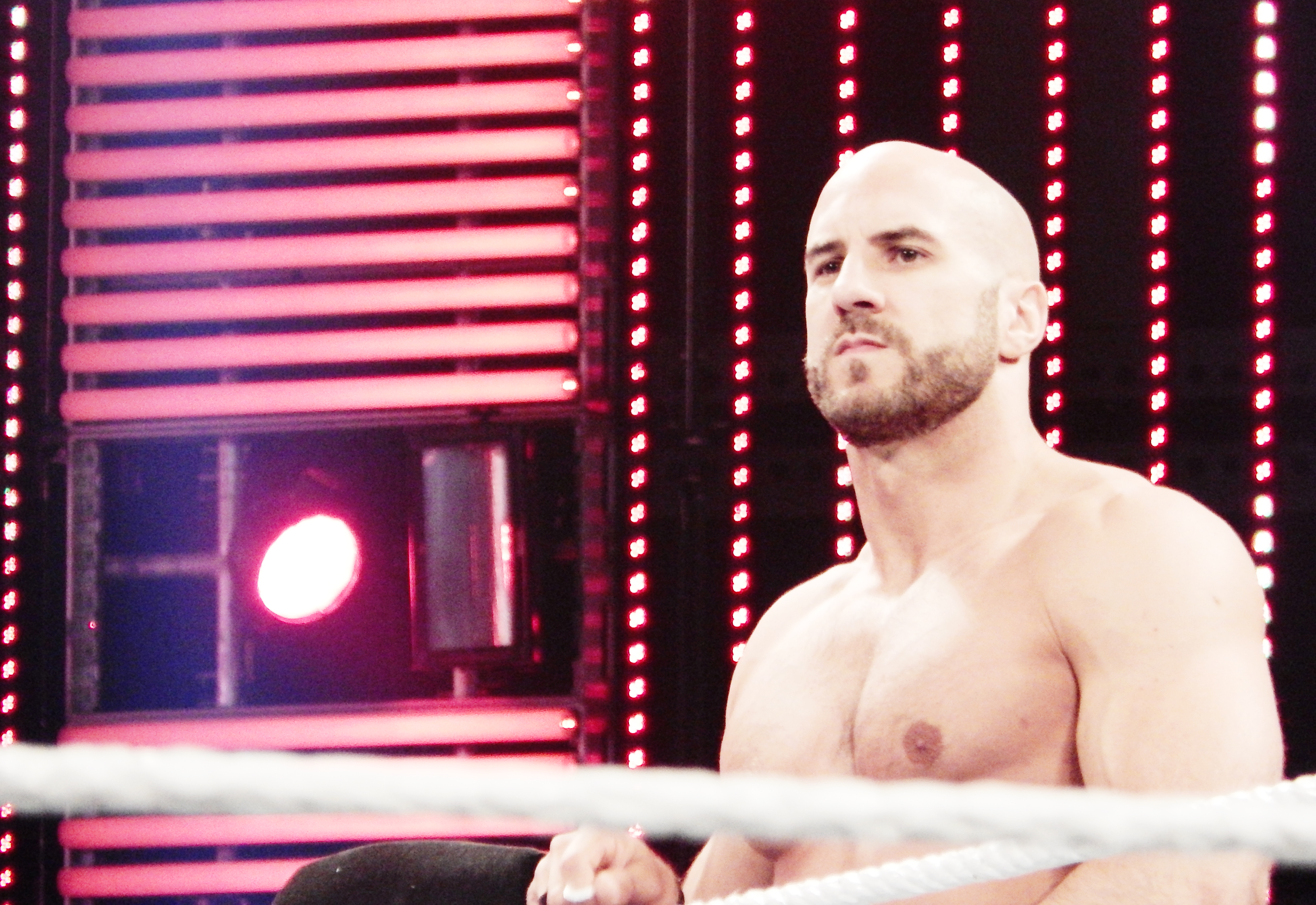

Les seves habilitats al ring van variar i obert li van guanyar la simpatia de molts aficionats, per identificar-se com a membres de la "Secció Cesaro".

## Carrera

### Circuit independent (2000-2010)
Castagnoli va rebre la seva formació a la llar a Suïssa pel lluitador suís SigMasta Rappo, i amb prou feines, debuta el 24 de desembre de 2000 a Essen per la federació alemanya Westside wrestling3 Xtreme. Castagnoli llavors encarna a Double C, un japonès abans de convertir-se en un banquer suís juntament amb Ares, ambdós coneguts com Swiss Money Holding (SMH). El 24 de juny 2001 es va convertir en el campió de Suïssa central elèctrica federació de lluita després de derrotar en la final d'un torneig d'Ares i l'escorpí, conserva aquesta condició fins al 13 d'octubre, on va perdre una Taules, Escales i Cadires partit contra SigMasta Rappo també involucra a Ares.
Mentre lluitava a Anglaterra, Castagnoli va ser entrenat per Dave Taylor. Claudio va conèixer a Chris Hero a Alemanya, que va convidar a la SMH a lluitar als Estats Units. Estaven lluitant a IWA Mid South i CHIKARA mentre era entrenat per Hero abans de tornar a Europa. Mentre que Ares es va quedar allà i van formar el nou diners holding suís amb Marc Roudin, Castagnoli va tornar al circuit independent per lluitar a temps complet, fent aparicions regulars per Anell d'Honor i CHIKARA.
A finals de 2005, Castagnoli es va dirigir a Combat Zone Wrestling, on va fer equip amb Chris heroi per formar els reis de la lluita i poc després guanyar el Tag CZW World Team Championship6. Pocs dies després de perdre els cinturons d'uns mesos més tard, Castagnoli i heroi estaven guanyant l'etiqueta CHIKARA Grand Prix Mundial 2006 per convertir-se en els primers Campionats d'Parejas.

### Ring Of Honor (2005-2011)
Castagnoli va participar en el primer pagament per visió de Ring of Honor, Respect is Earned el 12 de maig de 2007, en equip amb Matt Sydal per desafiar als Briscoe Brothers per al ROH World Tag Team Championship. Tot i que va perdre el partit, Castagnoli va ser garantit una revenja amb el soci de la seva elecció. Va triar al seu ex soci Chris Hero, però el duo va perdre als Briscoes el 9 de juny.
Finalment, va conèixer l'èxit de la competició única a la ROH guanyant el Carrera de l'Honor del 28 de juliol al Top Tournament, un torneig organitzat en dues nits i incloent 16 homes. Va derrotar a Hallowicked, Mike Quackenbush i Jack Evans, abans de derrotar a El Generico en la final. Es va enfrontar a Takeshi Morishima pel Campionat del Món de ROH a Death Before Dishonor V: One Night el 10 d'agost, però va perdre. Es va donar una segona oportunitat, aquesta vegada un partit triple amb Brent Albright, a finals d'aquest mes, però va tornar a ser incapaç de guanyar el títol.
En Survival of the Fittest 2010, va derrotar a Grizzly Redwood. En la final del torneig, va perdre a Eddie Edwards, en un partit que també va comptar amb Kevin Steen, Adam Cole, Rhett Titus i Kenny King. Elimina a Kevin Steen però és eliminat per Kenny King. En el partit Gauntlet Match el 20 de desembre, va tornar 6è, però va ser eliminat per Davey Richards. A Revolution Canada, derrota a Kyle O'Reilly.

### World Wrestling Entertainment (2011-...)

#### Debut i Campió dels Estats Units (2012-2013)
Antonio Cesaro va fer el seu debut televisiu a SmackDown el 20 d'abril de 2012 com un taló, en un segment darrere de les escenes amb Aksana, Theodore Long i el gerent general John Laurinaitis. Va fer el seu primer partit contra Tyson Kidd en SmackDown el 25 d'abril en un partit que va guanyar. Comença una relació amb Aksana, que l'acompanya durant tots els seus partits, i li besa després de cada partit. A continuació, adopta un espectacle d'home conreat, que saluda el públic en cinc idiomes diferents. Cesaro aconsegueix vèncer dues setmanes seguides al campió nord-americà de Sant Sadurní SmackDown Santino Marella, primer el 27 de juliol i després el 3 d'agost. La setmana següent va perdre a Christian, aconseguint la seva primera pèrdua de sol.
A SummerSlam, Cesaro va vèncer a Santino Marella i va guanyar el seu primer títol a la federació, el Campionat dels Estats Units de la WWE. Ell aconsegueix mantenir el títol contra ell en una revenja el 3 de setembre a Raw. Després va guanyar una sèrie de victòries contra diversos lluitadors, incloent a Night of Champions, on va derrotar a Zack Ryder per retenir el títol. Durant el 21 de setembre SmackDown, va perdre a Santino Marella després d'una distracció accidental d'Aksana, que va ferir la cama. Antonio Cesaro anuncia després del partit en 5 idiomes que la seva relació ha acabat. Cesaro farà diverses defenses del títol al final de l'any, incloent Hell in a Cell contra Justin Gabriel, o Survivor Series i TLC contra R-Truth, aconseguint conservar el títol en cada joc.
A principis de 2013, Cesaro va competir en el Royal Rumble quan tenia 22 anys, però no va guanyar. Després va començar una rivalitat amb The Miz, contra el qual va retenir successivament el títol dels Estats Units al Royal Rumble al vespre. Torna a enfrontar-se a The Miz pel títol a la Cambra d'eliminació, en un joc que guanya per desqualificació.
El 15 d'abril a RAW, Antonio Cesaro perd el títol dels Estats Units contra Kofi Kingston, que posa fi al seu regnat de 239 dies. Durant el Raw el 22 d'abril, perd contra R-Truth.

#### Heel Turn i aliança amb Sheamus (2016-...)
El 16 de gener a Raw, mantenen els seus títols contra The Club. El 23 de gener a Raw, va perdre a Luke Gallows70. Durant el Royal Rumble, Cesaro i Sheamus perden els seus títols contra The Club, més tard a la tarda, són eliminats del partit Royal Rumble en la 13ª i 14a posició de Chris Jericho. El 27 de febrer, a Raw, va perdre a Samoa Joe71. En Fastlane, el 5 de març, Cesaro va derrotar a Jinder Mahal. El 17 d'abril, a Raw, va perdre a Jeff Hardy. Durant el reembossament, perden les seves possibilitats en els títols, llavors ataquen al Hardy Boyz i fan un gir de taló. El 29 de maig a Raw, va perdre amb Sheamus i The Miz contra The Hardy Boyz i Dean Ambrose. A Extreme Rules, ell i Sheamus van vèncer The Hardy Boyz i van guanyar per segona vegada el WWE Raw Tag Team Championship. El 3 de juliol a Raw, va perdre a Finn Bálor. El 7 d'agost, a Raw, perd a Dean Ambrose. Al final del partit, ell i Sheamus ataquen aquest últim abans de ser detingut per Seth Rollins. El 14 d'agost, en Raw, tornen a atacar Dean Ambrose i Seth Rollins que s'uneixen per repel·lir-los reformant The Shield. Després d'això, Kurt Angle anuncia que defensaran els seus títols contra ells a SummerSlam. A SummerSlam, ell i Sheamus perden els seus títols contra Dean Ambrose i Seth Rollins. El 28 d'agost, en Raw, va superar a Seth Rollins.
A No Mercy (2017) el 24 de setembre de 2017, va perdre en dobles amb Sheamus contra Seth Rollins i Dean Ambrose per al WWE Raw Team Team Championship. Durant el partit, colpeja violentament la posició de la cantonada, empenyent dos dels seus incisius de 3,5 mm a la seva mandíbula superior per força d'impacte. Sorgeix tres punts de sutura al llavi inferior, no sense haver acabat la baralla. El 2 d'octubre, Raw, ell i Sheamus interrompen el partit entre The Miz i Roman Reigns, i després atacen aquest últim. El 9 d'octubre a Raw, és atacat per The Shield. En Raw's Live Event els dies 13 i 14 d'octubre, no va aconseguir guanyar els títols d'equip, durant el Raw del 16 d'octubre, Sheamus i Cesaro, perden una altra vegada contra Seth Rollins i Dean Ambrose i no guanyen els títols. El 22 d'octubre, a la TLC, perd amb el seu equip (Sheamus, Kane, The Miz i Braun Strowman) contra Dean Ambrose, Seth Rollins i Kurt Angle en un partit d'handicap de 5 en 3 TLC. El 23 d'octubre, Raw va perdre amb Sheamus i The Miz contra Dean Ambrose, Seth Rollins i AJ Styles. El 30 d'octubre en Raw, perd contra Finn Bálor. L'1 de novembre en un esdeveniment en directe a Glasgow, va perdre amb Sheamus i Bray Wyatt contra Triple H, Seth Rollins i Dean Ambrose73.

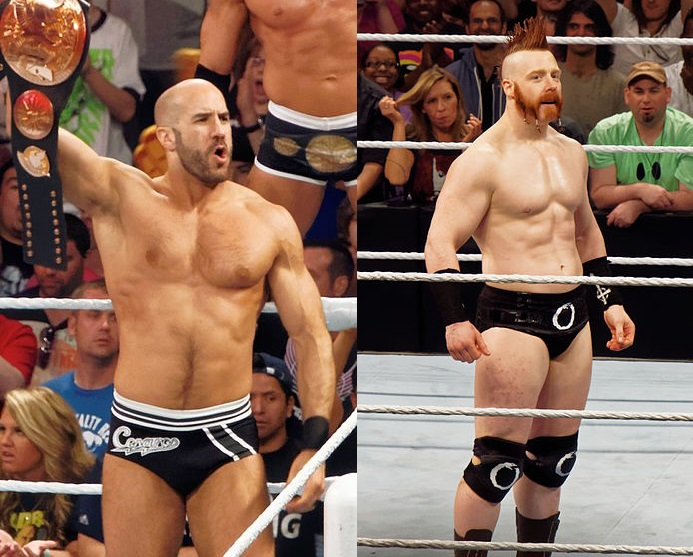
Cesaro i Sheamus

El 6 de novembre a Raw, Sheamus i Cesaro van derrotar a Seth Rollins i Dean Ambrose amb una distracció del New Day i van guanyar el WWE Raw Team Team Championship74 per tercera vegada. El 13 de novembre en Raw, Cesaro, Sheamus i The Miz perden contra The Shield75. En les Survivor Series, Cesaro i Sheamus perden contra els WWE Smackdown Tag Team Champions The Usos76. El 27 de novembre en Raw, Cesaro va perdre a Seth Rollins77. El 4 de desembre en Raw, ell i Sheamus van superar a Seth Rollins i Dean Ambrose amb una intervenció de Samoa Joe i van retenir els seus títols d'equip Raw78. El 11 de desembre, a Raw, va perdre a Roman Reigns en un partit per al WWE Intercontinental Championship i no va guanyar el cinturó. En l'homenatge a les tropes 2017, va perdre amb Sheamus i Samoa Joe contra The Shield. El 18 de desembre, Raw, Sheamus i Samoa Joe van vèncer Dean Ambrose, Seth Rollins i Jason Jordan. El 25 de desembre, en Raw, ell i Sheamus van perdre els títols d'equip a Jason Jordan i Seth Rollins.

## Condecoracions
- World Wrestling Entertainment
  - 1 cop Campio dels Estats Units
  - 5 cops Campió per parelles de la WWE de Raw avec Tyson Kidd (1), et Sheamus (4)
  - André the Giant Memorial Trophy (2014)